# 검은등뻐꾸기
검은등뻐꾸기(영어: Indian cuckoo, 학명: Cuculus micropterus 쿠쿨루스 미크롭테루스[*])는 뻐꾸기와 비슷하나 배의 검은색 가로줄이 굵고, 머리와 가슴은 회색이며, 등과 꼬리는 균일한 어두운 회갈색이다.
꼬리 끝부분에 검은 색의 띠가 있으며 끝은 희다. 눈테가 다른 뻐꾸기류에 비해 뚜렷하지 않다. 야외에서 식별하기 어려우나 소리로는 쉽게 구별된다.

## 특징
'카, 카, 카, 코-' 하고 우는데, 앞의 3음절은 높이가 같고 마지막은 낮으며 한국에서는 '홀딱벗고' 하고 운다 한다. 밤에도 우는 경우가 많다. 생김새가 비슷한 종으로는 뻐꾸기, 벙어리뻐꾸기, 두견이 등이 있다. 산지에 주로 서식한다.

## 참고 자료
이우신, 구태회 지음, 타니구찌 타카시 그림. 《야외원색도감 한국의 새》. LG상록재단. 176쪽.